# Autoserica flavopicta
Autoserica flavopicta är en skalbaggsart som beskrevs av Frey 1972. Autoserica flavopicta ingår i släktet Autoserica och familjen Melolonthidae. Inga underarter finns listade.